# Andrea Angiolino

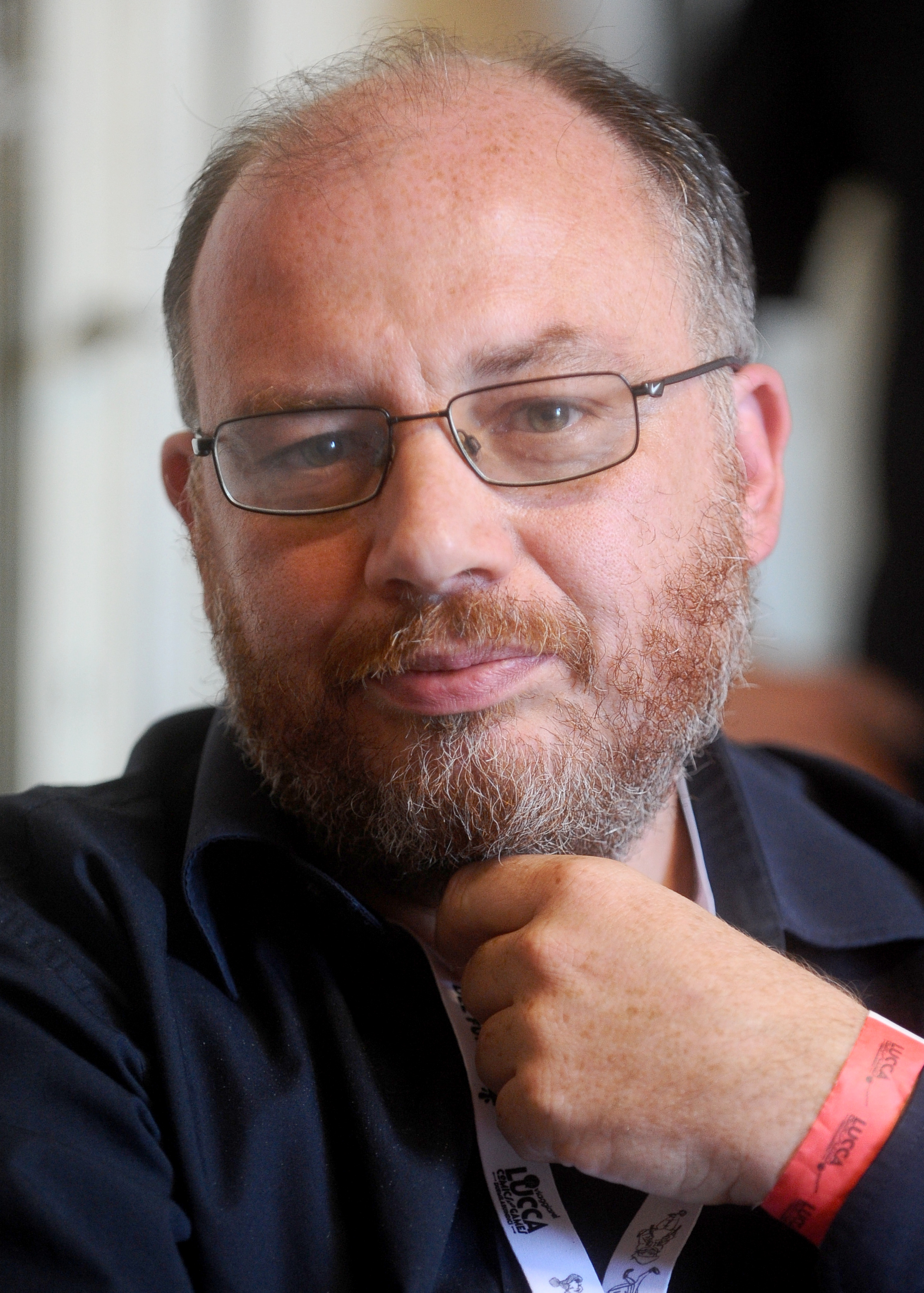
Andrea Angiolino a Lucca Comics and Games 2015

Andrea Angiolino (Roma, 27 aprile 1966) è un autore di giochi e giornalista italiano, che ha iniziato la sua carriera sulle colonne della rivista Pergioco. È inoltre autore di vari libri dedicati al gioco, oltre che di racconti fantasy e librogame.

## Biografia
Alla fine degli anni ottanta comincia la sua carriera professionale come creativo di giochi: giochi da tavolo, giochi di ruolo, giochi per computer. Nel 1989 è tra gli autori di Mister Radio, gioco-varietà quotidiano su Rai Radio Due. Assieme alla C.UnS.A. (Cooperativa Un Sacco Alternativa), un gruppo di autori romani, crea giochi per diverse trasmissioni televisive Rai fra cui Patatrac, Ultimo minuto, La Banda dello Zecchino, collaborando anche con la rete privata Teleroma 56. 
Nel 1998 dirige, con Domenico Di Giorgio e Roberta Barletta, la rivista GiocAreA. Nel 1999 diviene consulente del Ministero della pubblica istruzione per l'utilizzo di giochi nella scuola. Fa parte della giuria del Trofeo RiLL.
Collabora alla guida gastronomica Roma nel piatto (ed. La Pecora Nera). Suoi racconti sono stati ospitati fra l'altro sulle riviste Future Shock, Kaos, Maivista e The Unicorn, nelle antologie legate al Trofeo RiLL e al premio Parole per strada, nella raccolta di ucronie Se l'Italia (Vallecchi, 2005) e nelle antologie Giallo scacchi (Ediscere, 2008), Guida galattica dei gourmet (Robin, 2008), Frittology (Giulio Perrone Editore, 2009), Bloody Hell (Demian, 2009), Onda d'abisso (L'Orecchio di Van Gogh, 2010), Nero Lazio (Giulio Perrone Editore, 2010), Uomini a pezzi (eclissi editrice, 2010), Fedele al mito (L'Amico Fedele onlus, 2012), Crisis (Edizioni Della Vigna, 2013). Alcuni di questi racconti sono scritti a quattro mani con Francesca Garello e Paolo Corsini.
Animazioni teatrali dei suoi racconti sono state realizzate fra gli altri dalla regista Lisa Ferlazzo Natoli nella rassegna "Nuovi tempi, altri mondi" (Teatro Biblioteca Quarticciolo di Roma 2009) nonché dal gruppo ludico Elish e dalla compagnia del Teatro Ygramul in più edizioni del festival Ludika 1234 a Viterbo. Nel 2004 entra a far parte del gruppo di scrittura creativa Carboneria Letteraria, fondato nel 2003 da Paolo Agaraff: nel 2007 collabora con il racconto Primo incontro all'omonima antologia (Cento Autori, 2007) che raccoglie i contributi dei membri del gruppo. Seguono altre antologie e nel 2014 il romanzo collettivo Maiden Voyage.
Dal novembre 2014 racconta storie di giochi e giocattoli a Wikiradio, su Rai Radio Tre. Nel 2016 ha collaborato alla riapertura del LunEur. Dal 2018 collabora con voci su fumetto e gioco alle opere dell'Istituto dell'Enciclopedia Italiana fondata da Giovanni Treccani. Nel 2019 ha collaborato allo schema generale e alla creazione delle sfide per la trasmissione Rob-O-Cod di Rai Gulp. Dal 2020 insegna Game Culture alla Nuova Accademia di Belle Arti a Roma e realizza documentari sul gioco per RaiPlay e Lucca Comics & Games.

## I principali giochi ideati
I Cavalieri del Tempio, scritto in collaborazione con Agostino Carocci, Giuliano Boschi, Luca Giuliano e Massimo Casa viene pubblicato da Edizioni EL nel 1990 e riedito da Rose and Poison nel 2005. Il gioco si avvale di un'accurata ricostruzione storica e di un regolamento dettagliato. Tra il 1995 e il 2002 produce assieme a Pier Giorgio Paglia ed altri autori i giochi di ruolo Basic - West (Stratelibri), Basic - Egitto (Stratelibri), Orlando furioso (Rose and Poison, già Comune di Roma 1993) e Mediterraneo (Quality Game s.r.l., già Demetra 1991). Tutti questi sistemi si caratterizzano per la semplicità del regolamento, adatto ad introdurre al gioco i neofiti.
Mediterraneo è ambientato in un'epoca indefinita e mitologica, e i giocatori si aggirano tra le leggende greche ed etrusche. Varie espansioni sono state pubblicate sulla rivista multimediale Entropia che usciva in allegato a PowerKaos (Nexus Editrice). Orlando Furioso è invece ambientato nel medioevo fantastico dei poemi cavallereschi, popolato di incantatori malvagi, fanciulle in pericolo, città fatate, draghi, giganti, e mostri mitologici. Le illustrazioni sul manuale del giocatore sono di Gustave Doré.
Tra i giochi da tavolo si ricordano in particolare Ulysses (Winning Moves Board, 2001) e Wings of War (Nexus Editrice, 2004 e espansioni fino al 2008, poi NG International fino al 2010; distribuzione in inglese Fantasy Flight Games), oggi Wings of Glory (Ares Games 2012), entrambi realizzati in collaborazione con Pier Giorgio Paglia. In Ulysses, i partecipanti assumono il ruolo delle divinità. Ciascuno di essi vorrebbe trascinare la nave di Ulisse lungo la rotta più rapida verso quattro luoghi diversi, che solo lui conosce. Il giocatore cui spetta il turno muove la nave lungo la sua rotta. Per vincere bisogna saper nascondere i propri obiettivi e mantenere il controllo della propria nave. 
In Wings of War, in seguito Wings of Glory, i giocatori (da 2 a più) possono pilotare aerei della prima o della seconda guerra mondiale. Ogni aereo dispone di un mazzetto di carte-manovra illustrate da grandi frecce: il giocatore ne sceglie tre e le mette in tavola coperte l'una sull'altra. Poi tutti scoprono la prima carta, la pongono davanti al muso del proprio aeroplano e fanno avanzare quest'ultimo in modo da far coincidere la coda dell'aereo con la punta della freccia. Quando un giocatore riesce a inquadrare una carta nemica con le proprie armi di bordo, l'avversario pesca una o più carte di danni a seconda della distanza. Vi sono anche regole opzionali per danni speciali e inseguimenti. Il gioco è stato illustrato da Vincenzo Auletta e Dario Calì sulla base di un'ampia documentazione storica. Nel 2013 viene lanciato Sails of Glory, progettato con Andrea Mainini e pubblicato dalla Ares Games: con meccanismi simili, si simulano le battaglie navali dell'epoca napoleonica.

## Premi e riconoscimenti
- 1996 Segnalazione Speciale al Best of Show, Lucca Games per Automarket
- 1998 Segnalazione Speciale al Best of Show, Lucca Games per Dragon Ball - Alla ricerca delle sette sfere
- marzo 1999 Miglior gioco italiano al Best of Show, Lucca Games per Basic Egitto
- novembre 1999: Miglior gioco italiano al Best of Show, Lucca Games per Il gioco di ruolo di Dragon Ball + Dragon Ball Z
- 2002 Segnalazione Speciale al Best of Show, Lucca Games, per Orlando furioso
- 2004 Premio Speciale Best of Show per la Carriera Ludica, Lucca Games
- 2005 Secondo classificato al GAMES Magazine Best Historical Simulation con Wings of War Famous Aces
- 2005 Nomination al Nederlandse Spellenprijs per Wings of War Famous Aces
- 2005 Nomination agli International Gamners Awards, categoria simulazione storica, per Wings of War Famous Aces
- 2007 Side Award per il miglior concept artistico al Best of Show, Lucca Games per Wings of War Miniatures
- 2008 Personalità Ludica dell'Anno 2007
- 2010 Premio come miglior regolamento per miniature, Origins Award, per Wings of War WW2 Deluxe Set[1]
- 2010 Premio come miglior miniatura/linea di miniature, Origins Award, per l'Albatros D.III di Wings of War Miniatures[1]
- 2015 Premio per miglior regolamento storico per miniature, per miglior linea di miniature storica, premio dei fan per miglior linea di miniature storiche, all'Origins Award per Sails of Glory e la linea di miniature collegata[2]
- 2022 Premio Gradara Ludens come personaggio ludico.

## Opere
- Cacciatori di viverne, Universal Editrice, 1985.
- con Brigitte Urban, Edoardo Bennato - Da Rinnegato a Eroe Fantasy, Ripostes, 1986.
- In cerca di fortuna, Ripostes, 1987.
- con Agostino Carocci, Giuliano Boschi, Luca Giuliano, Massimo Casa, I Cavalieri del Tempio, E Elle, 1990.
- con C.Un.S.A., Massimo Casa, Elementare Watson!, Armando Curcio Editore, 1990.
- con C.Un.S.A., Massimo Casa, El juego de los animales, Sarpe, 1990.
- con Agostino Carocci, Giuliano Boschi, Luca Giuliano, Massimo Casa, La veridica historia di Cristobal Colon, E.Elle, 1991.
- Mediterraneo, Demetra, 1992.
- con Gregory Alegi, Il gobbo maledetto, Demetra, 1993.
- con Gianluca Meluzzi, Orlando furioso, Comune di Roma, 1993.
- con Giovanni Caron, Automarket, Qualitygame, 1994.
- con Pier Giorgio Paglia, Di che gioco sei?, LDC, 1994.
- Giocare con carta e matita, LDC, 1994.
- con Gregory Alegi, La squadriglia degli Assi in Rivista Aeronautica - Notiziario Giovani, 1994.
- Mediterraneo, Qualitygame, 1995.
- Mitico!, Qualitygame, 1995.
- con Pier Giorgio Paglia, Nonsoloscout 1, LDC, 1995.
- con Pier Giorgio Paglia, Nonsoloscout 2, LDC, 1995.
- Super Sharp Pencil & Paper Games Sterling Publishing, 1995.
- con Pier Giorgio Paglia, Avventure al campo, LDC, 1996.
- Biancaneve e i tre porcellini, Quality Game e DaS Productions, 1996.
- Warhammer Adventures, Games Workshop, Hobby & Works, Nexus Editrice, 1996.
- con Pier Giorgio Paglia, Stefano Pischedda, Marco Crosa, Basic - West, Stratelibri, 1996.
- con Agostino Carocci, Giuliano Boschi, Luca Giuliano, Massimo Casa, CYB - Gioco di ruolo in un lontano futuro, Quality Game, 1997.
- con Pier Giorgio Paglia, Giocare con sassolini, monete e tappi di bottiglia, LDC, 1997.
- con Pier Giorgio Paglia, Stefano Pischedda, Marco Crosa, Fabio Fracas, Simona Dehò. Basic - Egitto, Stratelibri, 1998.
- con Paolo Parrucci, Dragon Ball - Alla ricerca delle sette sfere, Nexus Editrice, 1998.
- con Paolo Parrucci, Dragon Ball Z - Il Torneo Tenkaichi, Nexus Editrice, 1998.
- con Francesca Garello, Italia - Terra di antichi sortilegi, Nexus Editrice, 1998.
- Quando protagonista è il lettore, Nexus Editrice e Centro Internazionale Ludoteche, 1998.
- con Domenico Di Giorgio, Giocare con figurine, biglie e schede telefoniche, LDC, 1999.
- con Paolo Parrucci, Il gioco di ruolo di Dragon Ball + Dragon Ball Z, Nexus Editrice
- con Ennio Peres, Domenico Di Giorgio, Mille giochi con le parole, Xenia, 1999.
- con Beniamino Sidoti, Cos'è Internet, Giunti, 2000.
- Hry s ctvereckovanym papirem a tuskou Portál, 2000.
- con Domenico Di Giorgio e Francesca Garello, I misteri delle catacombe, LDC, 2000.
- con Pier Giorgio Paglia, Domenico Di Giorgio, Hry s kamínky, mincemi, telefoními cartami..., Portál, 2001.
- con Pier Giorgio Paglia, Ulysses, Winning Movesm 2001.
- con Domenico Di Giorgio, Giochi da banco e da scrivania, LDC
- con Gregory Alegi, Il gobbo maledetto, Novecento Grafica e Comunicazione, 2002.
- con Gianluca Meluzzi, Orlando furioso, Rose & Poison, 2002.
- con Silvano Sorrentino, Roberto Cestaro, Emiliano Liverani, CromoGnomo, daVinci Editrice, 2003.
- con Luca Giuliano, Beniamino Sidoti, Inventare destini - I giochi di ruolo per l'educazione, La Meridiana, 2003.
- Mind-Sharpening Logic Games, Sterling Publishing, 2003.
- Carte in tavola! Editoriale Scienza, 2004.
- con Agostino Carocci, Giuliano Boschi, Luca Giuliano, Massimo Casa, I Cavalieri del Tempio, Rose & Poison, 2004.
- con Daniela Forni, Penne a sfera classiche da collezione, Fabbri, 2004.
- Costruire i libri-gioco. Come scriverli, utilizzarli per la didattica, la scrittura collettiva e il teatro interattivo Edizioni Sonda, 2004.
- con Pier Giorgio Paglia, Wings of War - Famous Aces, Nexus Editrice, Fantasy Flight Games, 2004.
- Il Mischiastorie - Osvaldo e i cacciatori, Lapis, 2005.
- Obscura tempora Rose & Poison , 2005.
- con Pier Giorgio Paglia, Wings of War - Watch your back!, Nexus Editrice, Fantasy Flight Games, 2005.
- con Pier Giorgio Paglia, Wings of War - Burning Drachens, Nexus Editrice, Fantasy Flight Games, 2005.
- con Pier Giorgio Paglia, Stardust, Rose & Poison, 2006.
- con Pierluigi Ossola, Il mio business, Edizioni Sonda, 2006.
- Il gioco dei minerali Museo di Storia Naturale di Sulmona, 2006.
- Quante energie! - Conoscerle e usarle bene Giunti Progetti Educativi, 2006.
- con Pier Giorgio Paglia, Wings of War - Miniatures De Luxe Set,  Nexus Editrice, 2006.
- con Pier Giorgio Paglia, Wings of War - Dawn of War,  Nexus Editrice, Fantasy Flight Games, 2006.
- Fair Play, Pangea - Niente Troppo, 2007.
- 101 giochi con carta e matita, Edizioni Sonda, 2008.
- Come scrivere un libro-gioco, De Agostini (allegato a Scrivere per la pagina, per lo schermo, per lavoro n. 40), 2008.
- Battaglia navale e altri giochi con carta e matita, Editoriale Scienza, 2008.
- con Corinna Angiolino, Alla Scoperta del Gusto - Viaggio tra i sapori e le tradizioni del Lazio, La Pecora Nera, 2010.
- con Beniamino Sidoti, Dizionario dei giochi, Zanichelli, 2010.
- con Bruno Faidutti, Alan R. Moon e Pier Giorgio Paglia, Isla Dorada, FunForge, 2010.
- Il volo di Majorana, Boopen LED, 2010.
- Giochi da viaggio e altri giochi da fare in giro, Editoriale Scienza, 2011.
- con Pier Giorgio Paglia, Wings of Glory - WW2 Starter Set, Ares Games, 2012.
- Cuore di drago Homo Scrivens, 2013.
- con Andrea Mainini, Sails of Glory, Ares Games, 2013.
- con Enza Fontana, Carte da gioco e da collezione, Hachette, 2014.
- Maiden Voyage a cura di Francesca Garello, Homo Scrivens, 2014.